# William J. Cameron
William John Cameron (* 29. Dezember 1878 in Hamilton, Ontario; † 4. August 1955 in Oakland) war ein kanadisch-amerikanischer Journalist. Als enger Vertrauter und Ghostwriter Henry Fords verfasste er 1920 bis 1922 federführend die antisemitische Artikelserie The International Jew (dt. Der internationale Jude) im The Dearborn Independent. Während der 1930er Jahre hielt er Vorträge in der landesweit ausgestrahlten Radiosendung The Ford Sunday Evening Hour. Als Anhänger des sektiererischen Anglo-Israelismus trug er maßgeblich zur zunehmend antisemitischen und rassistischen Ausrichtung dieser Bewegung bei.

## Leben

### Journalist
Der Sohn einer schottischen Einwandererfamilie wurde noch in Hamilton eingeschult. Die Familie zog 1887 nach Detroit, wo Camerons Vater in einer Gießerei arbeitete. William Cameron besuchte die Webster Elementary School in Detroit und verdingte sich in den Ferien als Auslieferer eines Lebensmittelgeschäfts. Seine College-Ausbildung absolvierte er am Hamilton Collegiate Institute, wobei er auch Kurse an der University of Toronto belegte.
Cameron arbeitete zunächst als Arbeitszeitnehmer bei der Michigan Central Railroad in Jackson. Zugleich betätigte er sich als Laienprediger im sonntäglichen Gottesdienst der People’s Church in Brooklyn, Michigan, wo er auch seine Ehefrau kennenlernte.
Zurück in Detroit schrieb Cameron Kommentare für die Detroit News und wurde 1904 fest angestellter Reporter der Zeitung. Landesweite Aufmerksamkeit erregte 1909 sein Kommentar Don’t Die at Third über den Baseballspieler George Moriarty. 1918 folgte er als Autor seinem Chefredakteur Edwin Gustav Pipp zum Dearborn Independent, einer kurz zuvor von Henry Ford gekauften Wochenzeitung.
Ford befand sich zu diesem Zeitpunkt in einem Rechtsstreit mit dem Journalisten Robert R. McCormick von der Chicago Tribune, der ihn in einem Kommentar als „Anarchisten“ bezeichnet hatte. Am Gerichtsort Mount Clemens richtete Ford eine eigene Nachrichtenagentur ein. Cameron fiel dabei die Aufgabe zu, aus Fords Meinungen druckreife Stellungnahmen zu formulieren. Dabei baute er ein enges Vertrauensverhältnis zu Ford auf und agierte in den folgenden Jahrzehnten als dessen Sprecher in der Öffentlichkeit. Als Ghostwriter verfasste Cameron Fords Kolumne „Mr. Ford’s page“ in dessen Zeitung Dearborn Independent.

### Chefredakteur desDearborn Independent

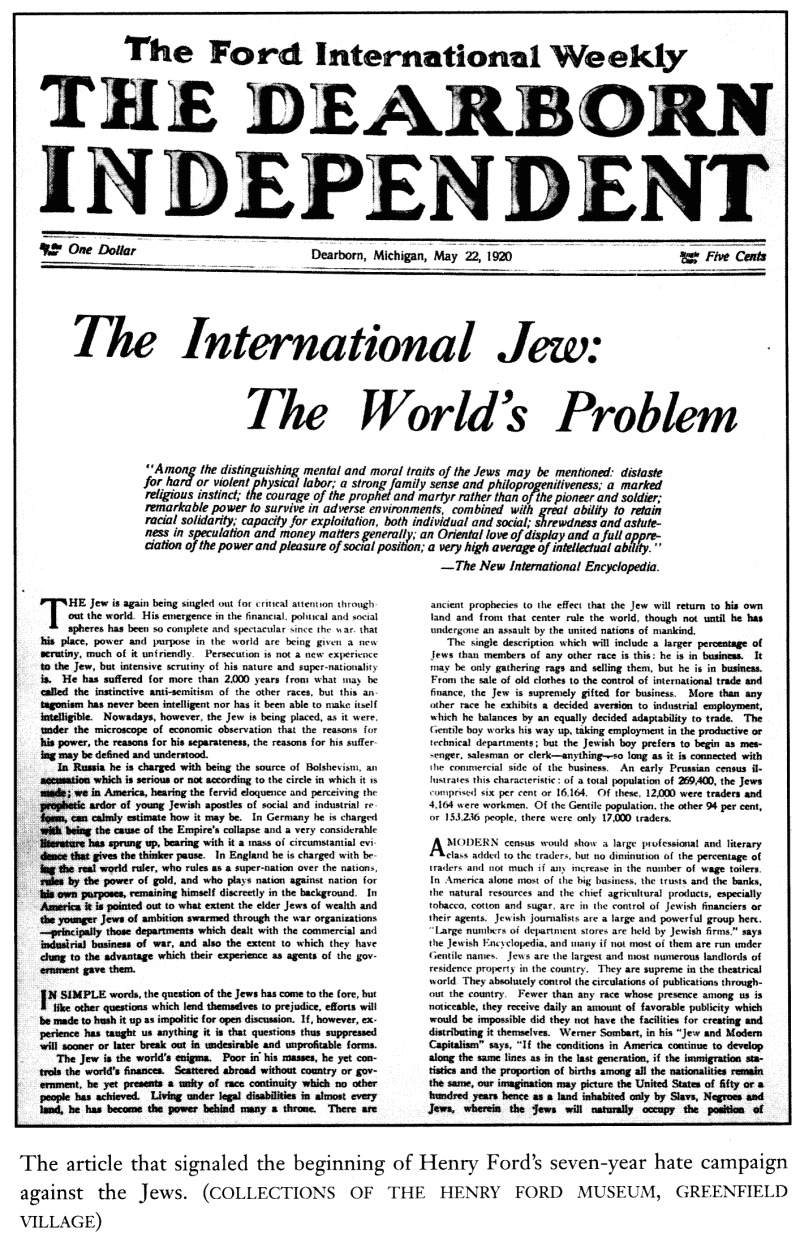
Titelblatt des ersten Teils der Artikelserie The International Jew im Dearborn Independent vom 22. Mai 1922

Der Dearborn Independent sollte ursprünglich Fords Wahlkampagne um einen Senatorenposten unterstützen. Um Aufmerksamkeit zu erregen, entschied man sich 1920, einen sensationalistischen Antisemitismus zu vertreten. Als Pipp dagegen protestierte und zurücktrat, übernahm Cameron die Chefredaktion. Er recherchierte, schrieb und veröffentlichte ab Mai 1920 die antisemitische Artikelserie The International Jew. Dabei stützte er sich unter anderem auf Bücher und Aufsätze wie Die Juden und das Wirtschaftsleben (1911, engl. 1913) von Werner Sombart, ab August 1920 aber auch auf die antisemitische Fälschung Die Protokolle der Weisen von Zion, die er auf diese Weise in den USA popularisierte. Bis zum abrupten Ende der Reihe im Januar 1922 erschienen 91 Artikel, die seit November 1920 auch als Pamphlete vertrieben wurden. Mit ihrem Ende wurde die Serie in vier Teilen unter dem Titel The International Jew. The World’s Foremost Problem zusammengefasst. Da Ford auf Anraten Liebolds keine Urheberrechtsansprüche erhob, fand das Werk schnell in Nachdrucken und Übersetzungen weltweite Verbreitung. In Deutschland etwa erschien Anfang 1923 eine durch den antisemitischen Verleger Theodor Fritsch besorgte Ausgabe.
Nicht ganz klar ist, wer der geistige Urheber der Serie war. Als Ford 1927 wegen antisemitischer Artikel im Dearborn Independent von dem Rechtsanwalt Aaron Sapiro wegen Beleidigung verklagt wurde, übernahm Cameron die volle Verantwortung für die Artikel und behauptete, Ford habe keine Kenntnis vom jeweiligen Inhalt der Artikel gehabt und auch keine Vorabdrucke erhalten. Historiker haben diese Darstellung in Zweifel gezogen. Da Cameron ein enges Vertrauensverhältnis zu Ford aufgebaut hatte und dessen Bemerkungen und Ausführungen interpretierte und publizistisch aufbereitete, erscheint es unwahrscheinlich, dass Ford nicht mit der Artikelserie einverstanden war. Zudem war Fords Antisemitismus allgemein bekannt. Verwiesen wird auch auf die Rolle von Fords Privatsekretär Ernest G. Liebold, der Mitte Juni 1920 wahrscheinlich von dem russischen Emigranten Boris Brasol eine englische Übersetzung der Protokolle erhalten und an Cameron weitergeleitet hatte. Cameron wird deshalb auch als jemand beschrieben, der kein Antisemit gewesen sei, bis er von Ford den Auftrag erhielt, die Artikel zu verfassen.

### Führender Anglo-Israelit
Cameron war ein indes überzeugter Anhänger des Anglo-Israelismus. Gemeinsam mit Howard Rand, den er offenbar 1930 auf einem Treffen der Anglo-Saxon Federation in Detroit kennen lernte, spielte er eine Schlüsselrolle bei der Entwicklung der Bewegung, aus der sich später die Christian Identity entwickelte. Für Anglo-Israeliten wie Cameron waren die Angelsachsen der verlorene Stamm der Zwölf Stämme Israels und damit die eigentlichen Israeliten, während Juden tatsächlich Abkömmlinge des asiatischen Stammes der Chasaren seien. War der Anglo-Israelismus ursprünglich vorwiegend philosemitisch eingestellt, so verknüpfte ihn Cameron mit Rassentheorie und Antisemitismus. In Predigten und Publikationen behauptete er, die Bibel schildere den Kampf der angelsächsischen Rasse mit der Esau-Rasse, welche die jüdische Religion von innen zerstöre. Diese Ansichten wurden von der Christian-Identity-Bewegung aufgegriffen. Nach einer nicht substantiierten Theorie, die Albert Lee in seinem Buch Henry Ford and the Jews vertrat, soll der Ku-Klux-Klan-Führer Reuben H. Sawyer, der ebenfalls zu den prägenden Einflüssen der Christian-Identity-Bewegung gezählt wird, nicht existiert haben, sondern ein Pseudonym Camerons gewesen sein. Nachdem Cameron im Mai 1930 in den Vorstand der Anglo-Saxon Federation gewählt und Mitte der 1930er ihr Präsident geworden war, bedingte Anfang 1938 möglicherweise Camerons Alkoholabhängigkeit seine abrupte Trennung von der Anglo-Israelitischen Bewegung, die damit zugleich ihren prominentesten Fürsprecher verlor.

### Im Radio
In der Folge des Sapiro-Prozesses, zu dessen Beendigung sich Ford außergerichtlich zu einer öffentlichen Entschuldigung verpflichtete, wurde der Dearborn Independent im Dezember 1927 eingestellt. Zu diesem Zeitpunkt hatte Cameron bereits die gesamte Öffentlichkeitsarbeit für Henry Ford übernommen, ohne dabei eine offizielle Anstellung bei den Fordwerken zu erhalten. Ab Oktober 1934 trat er in einem landesweit ausgestrahlten Radioprogramm, Ford’s Sunday Evening Hour mit dem Detroit Philharmonic Orchestra auf, das von CBS über 86 Stationen ausgestrahlt wurde und geschätzte 10 bis 16 Mio. Zuhörer erreichte. Cameron hielt in den Musikpausen kurze, ca. sechsminütige Ansprachen, deren Themen er in der Regel selbst wählte. Dabei kam ihm seine Erfahrung als Laienprediger zugute. Ford ließ 285 von Camerons Ansprachen in einer Auflage von insgesamt 45 Millionen als Broschüren publizieren. 1935 erhielt Cameron eine juristische Ehrendoktorwürde des Washington & Jefferson Colleges.
Als die Ford Sunday Evening Hour im März 1942 eingestellt wurde, blieb Cameron Fords Pressesprecher. Allerdings hatte er dabei seine Monopolstellung im Umgang mit den Medien verloren. Er trat nun als Redner in Kirchen, auf Abschlussfeiern und vor verschiedenen Organisationen und Vereinen auf. Außerdem schrieb er Reden für Henry Ford II. Im April 1946 trat er in den Ruhestand und siedelte 1949 nach Oakland über. Er fand Kontakt zur Unity Church aus Missouri, schwor unter ihrem Einfluss 1947 dem Alkohol ab und wirkte fortan für die Kirche als Hilfsprediger.